# Arconaia lanceolata
Arconaia lanceolata је шкољка из реда Unionoida и фамилије Unionidae. Видът не е застрашен от изчезване.

## Угроженост
Ова врста је на малом степену опасности од изумирања.

## Распрострањење
Кина је природно станиште врсте.

## Станиште
Станиште врсте су слатководна подручја.